# Псевдомембранозний коліт
Псевдомембранозний коліт або антибіотикоасоційований коліт — захворювання, яке виникає коли нормальна флора кишки сильно ушкоджена антибіотиками (в основному через ятрогенію), що призводить до посиленого розмноження патологічних бактерій, зокрема (Clostridioides difficile) Токсини, які виділяють клостридії, спричинюють гарячку, біль у животі, нудоту, діарею та дегідратацію.

## Етіологія
Clostridioides difficile — грампозитивна, анаеробна бактерія, які не входить до складу флори кишки.
Будь-який антибіотик протягом чотирьох тижнів після припинення вживання може спричинити антибіотико-асоційований коліт, .
Через токсини, які виділяють клостридії (цитотоксини: токсин А і токсин В), може розвинутися діарея з дуже тяжким перебігом, значною втратою рідини та дегідратацією. Токсини Clostridioides difficile руйнують шари слизової оболонки і спричинюють значне виділення фібрину, відкладання якого в кишці при колоноскопії описуються як «котячі голови».
У 2002 р. у Північній Америці був описаний штам NAP1 (північноамериканський імпульсний вид типу 1) який може утворювати значно більше токсинів і тому вважається більш вірулентним.

## Фактори ризику
Оскільки Clostridioides difficile значною мірою руйнується в кислому середовищі шлунка, вживання інгібіторів протонної помпи є фактором ризику появи антибіотико—асоційованої діареї.
Крім того, різні антибіотики по-різному сприяють колонізації клостридіями. Лінкозаміди, цефалоспорини та хінолонові антибіотики є найбільш небезпечними при формуванні цього типу діареї. Антибіотики порушують нормальну (фізіологічну) флору кишечника, яка діє як «захисний бар'єр» у здоровій кишці.

## Клінічні прояви

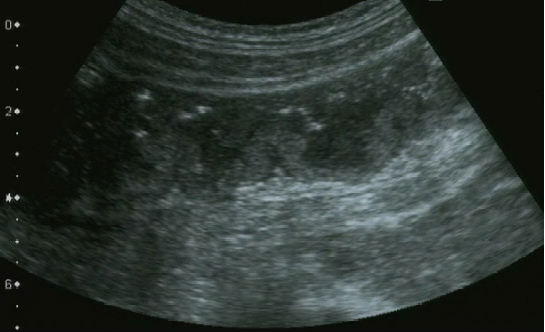
Сонографічне зображення псевдомембранозного коліту з помітним потовщенням стінок кишки

Пронос і спазми в животі — основні прояви захворювання, але вони можуть зустрічатися і при багатьох інших захворювань. Тільки у близько 10-20 % всіх пацієнтів із підозрою на C. difficile є позитивний результат при лабораторному дослідженні.

## Ускладнення
При тяжкому перебігу захворювання, при тяжкій діареї, спостерігається значна втрата рідини. Як ускладнення може виникнути токсичний мегаколон, перфорація товстої кишки, перитоніт і септичний шок.
Такий перебіг захворювання називають фульмінантним колітом. Можна визначити три фактори для прогнозування летального результату: вік старше 70 років, велике збільшення або зниження лейкоцитів і порушення роботи серцево-судинної системи з необхідністю медикаментозної підтримки, іноді інтубації. Штам NAP1 / 027, який був вперше виділений під час епідемії в Квебеку в 2002 році, він демонструє неконтрольоване виділення токсинів in vitro, був пов'язаний з серйознішим перебігом захворювання.

## Діагностика

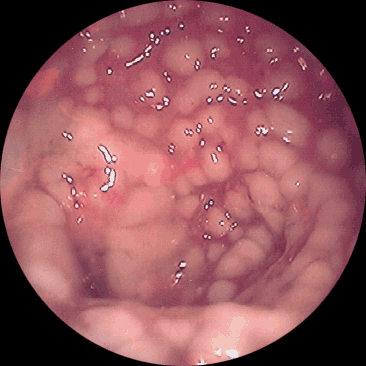
Ендоскопічна картина псевдомембранозного коліту в прямій кишці — типові відкладання фібрину, так звані «котячі голови»

Потовщення кишкової стінки товстої кишки можна побачити при проведенні УЗД та на комп'ютерній томографії. Ендоскопічно спостерігаються світлі відкладення фібрину в товстій кишці, частина з яких плямиста, частина з них злита.
Остаточно допомагає виявити хворобу дослідження калу на наявність збудника або його токсинів. Аналіз цитотоксину — це золотий стандарт. При наявності клостридійних токсинів, мікроскопічно помітні характерні зміни фібробластів.
Одним з найбільш поширених тестів є імуноферментний аналіз на самі токсини, або фермент бактерій (глутаматдегідрогеназу). Обидва тести менш чутливі, ніж попередні методи. Однак вони технічно прості, недорогі й можуть бути виконані протягом декількох годин. Тест на бактеріальний фермент показує лише наявність бактерій, а не їхнє вироблення токсинів. Як результат, є сенс поєднувати обидва тести. Так само використовують ПЛР, яка виявляє ДНК бактерії.

## Лікування
Найважливішим у лікуванні C. difficile-асоційованої діареї є припинення, якщо це можливо, того лікування, що передувало появі діареї. Найчастіше це припинення антибіотикотерапії. Як свідчили давніші дослідження, при легкій формі захворювання (немає гарячки, болю в животі та лейкоцитозу) цього може бути цілком достатньо і діарея минає упродовж 2–3 днів. Якщо припинити антибіотикотерапію неможливо, то слід перейти на препарати з груп низького ризику. При середньотяжких і тяжких формах обов'язкова цілеспрямована антибактеріальна терапія проти C. difficile, нині її призначають і при легких формах (коли у хворого є 3 випорожнення неоформленим калом на добу без лейкоцитозу).
У тяжких випадках терапію розпочинають, не чекаючи лабораторного підтвердження C. difficile-асоційованої етіології. Схемою першого вибору при легких і середньотяжких формах вважають оральне призначення метронідазолу по 0,25 г 4 рази або 0,5 г 3 рази на добу упродовж 10–14 днів. Як терапію другої лінії при невдачі або протипоказаннях для призначення метронідазолу (зокрема вагітним і дітям до 10 років) рекомендують ванкоміцин 0,125 г 4 рази на добу упродовж того ж часу. При неефективності упродовж 3–4 діб, дозу ванкоміцину збільшують до 0,25 г 4 рази на добу, а при потребі (якщо колектомія не показана) — до 0,5 г 4 рази на добу.
Пацієнтам, в яких не вдається досягти успіху при фульмінантному захворюванні, при перфорації кишки або токсичному мегаколоні показане оперативне лікування.